# Rosult
Rosult [ʁozy] est une commune française située dans le département du Nord, en région Hauts-de-France, dans le parc naturel régional Scarpe-Escaut.

## Géographie

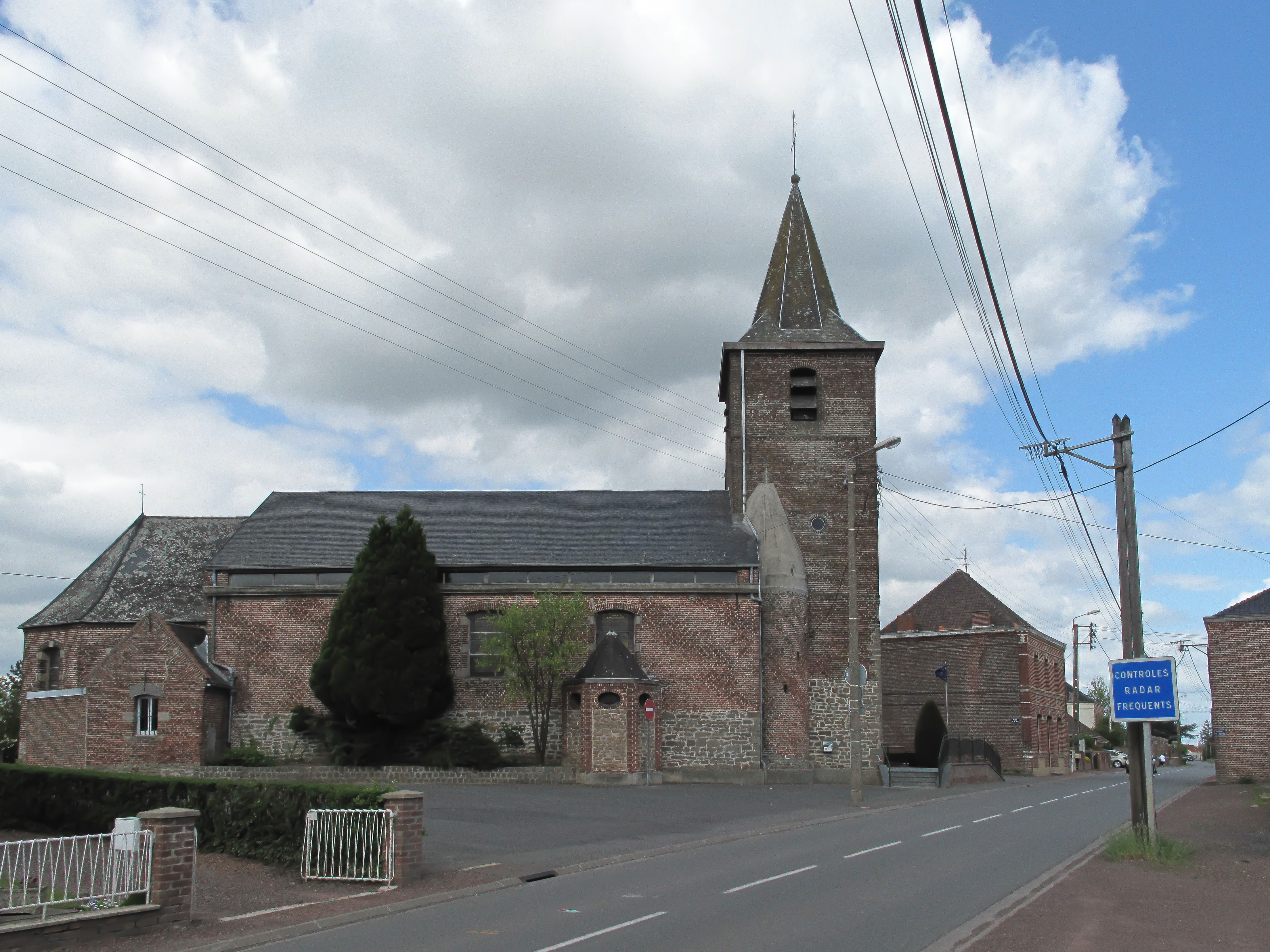
L'église dans la rue.
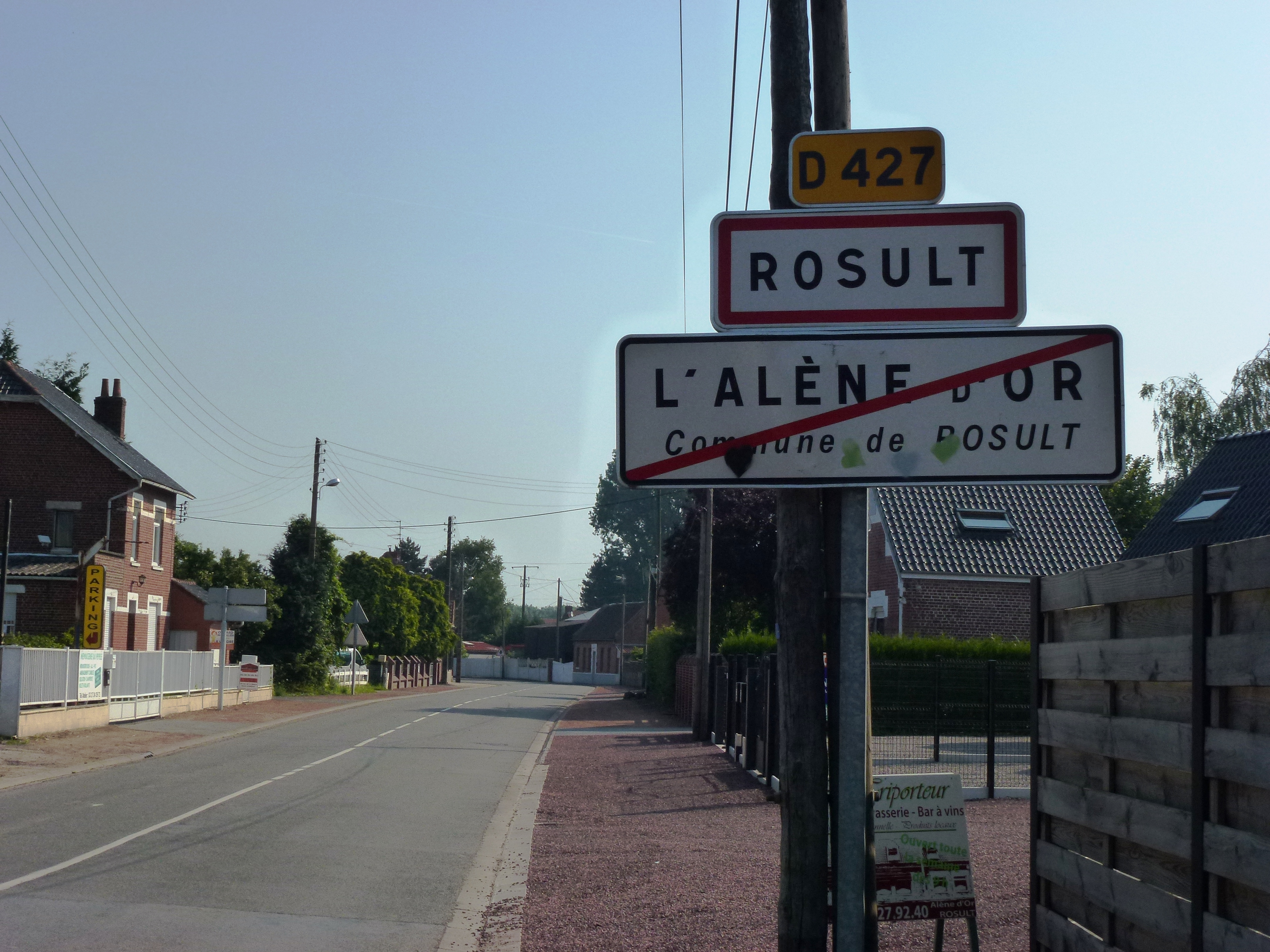
Entrée de Rosult.
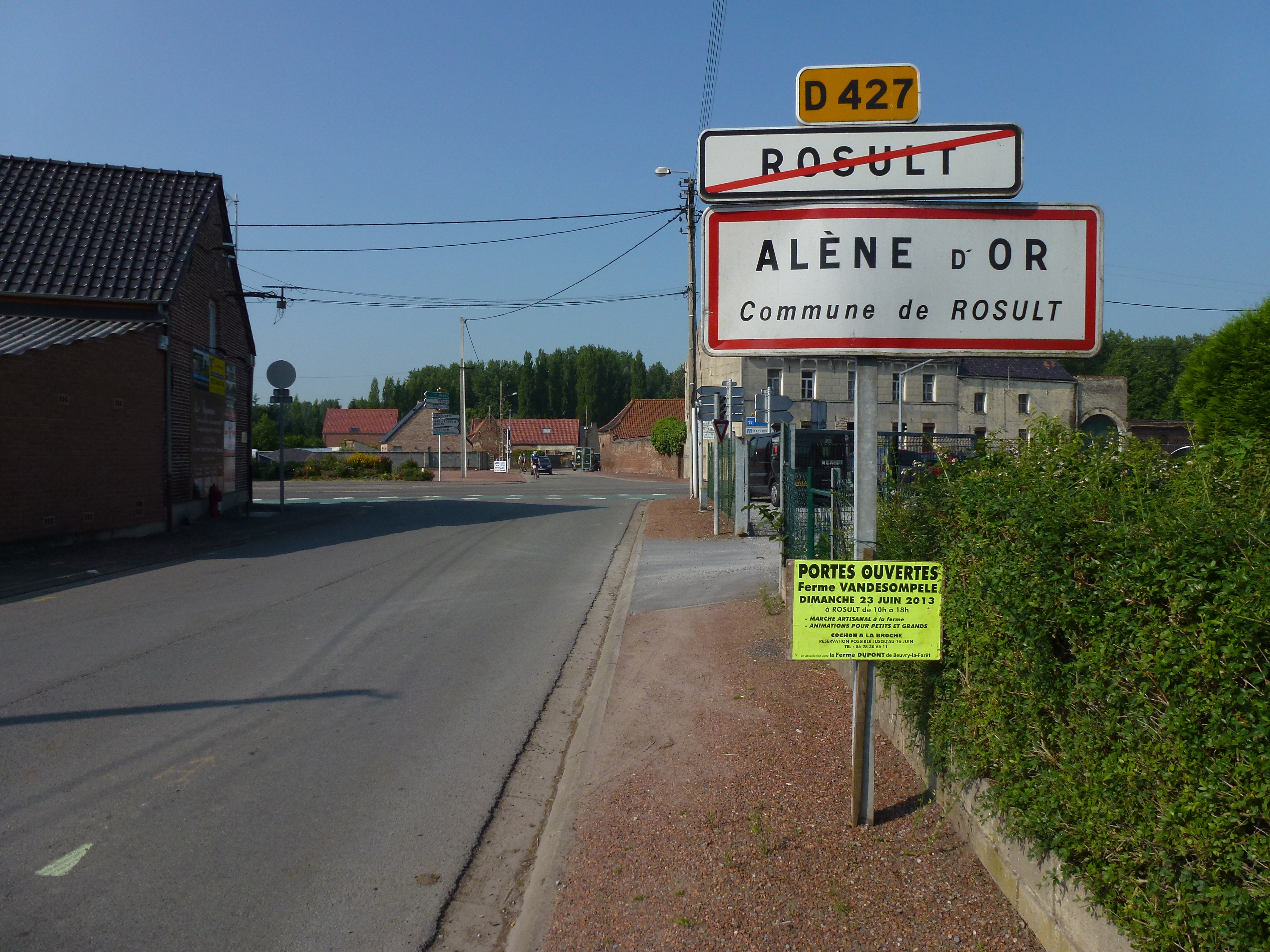
Entrée d'Alène d'Or.
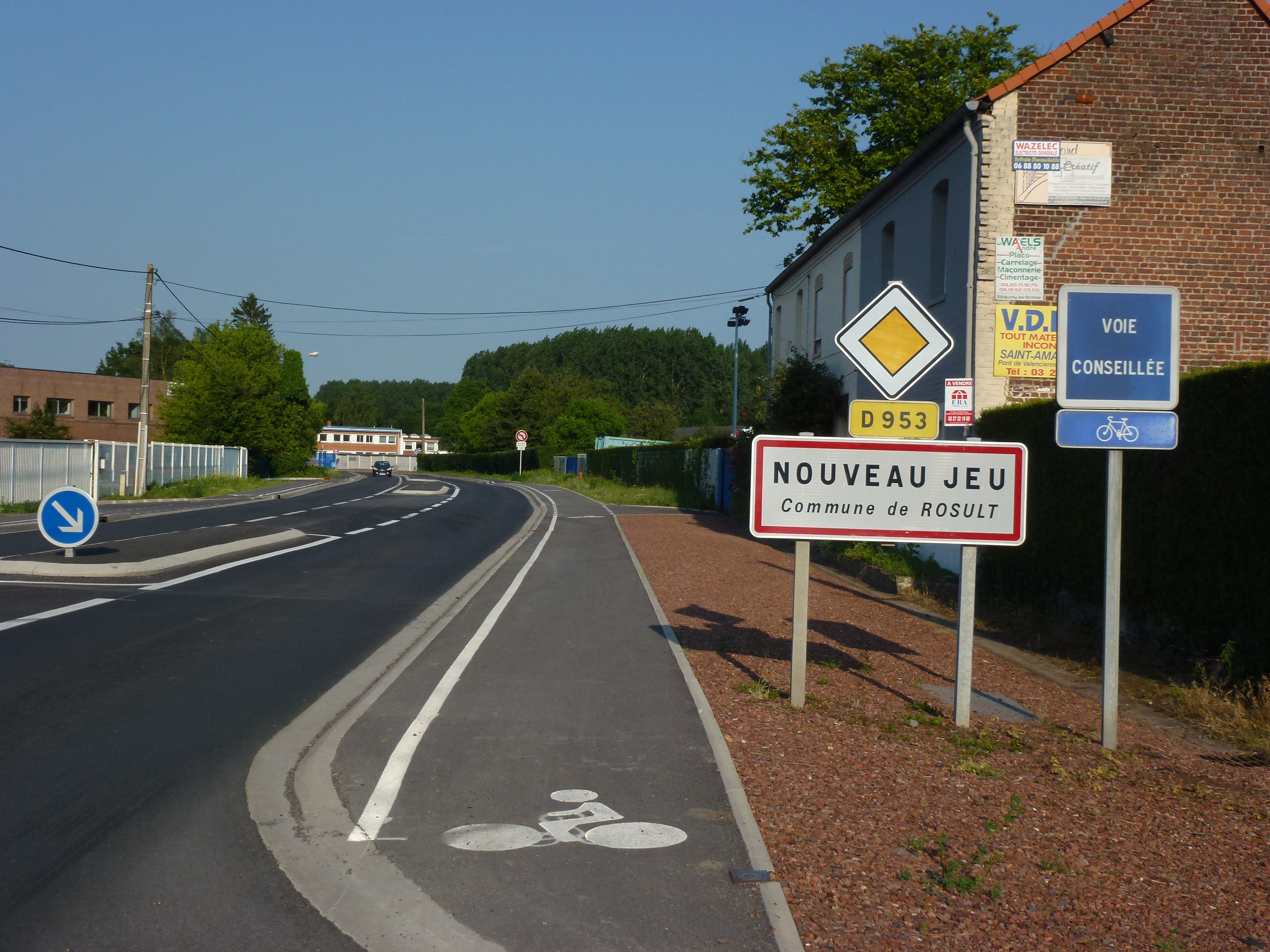
Entrée de Nouveau Jeu.

### Communes limitrophes
| Saméon                    |            | Lecelles             |
| Landas                    | Rosult     | Saint-Amand-les-Eaux |
| Sars-et-Rosières, Brillon | Bousignies | Millonfosse          |

### Hydrographie

#### Réseau hydrographique
La commune est située dans le bassin Artois-Picardie. Elle est drainée par le Courant de l'Hôpital, le Caterie, le ruisseau de Hautour, le ruisseau de Poquin, le ruisseau des épres, le ruisseau des Hauts champs, le ruisseau du Charme et divers autres petits cours d'eau,.
Le Courant de l'Hôpital, d'une longueur de 29 km, prend sa source dans la commune de Auchy-lez-Orchies et se jette  dans la Scarpe canalisée à Thun-Saint-Amand, après avoir traversé 13 communes. 

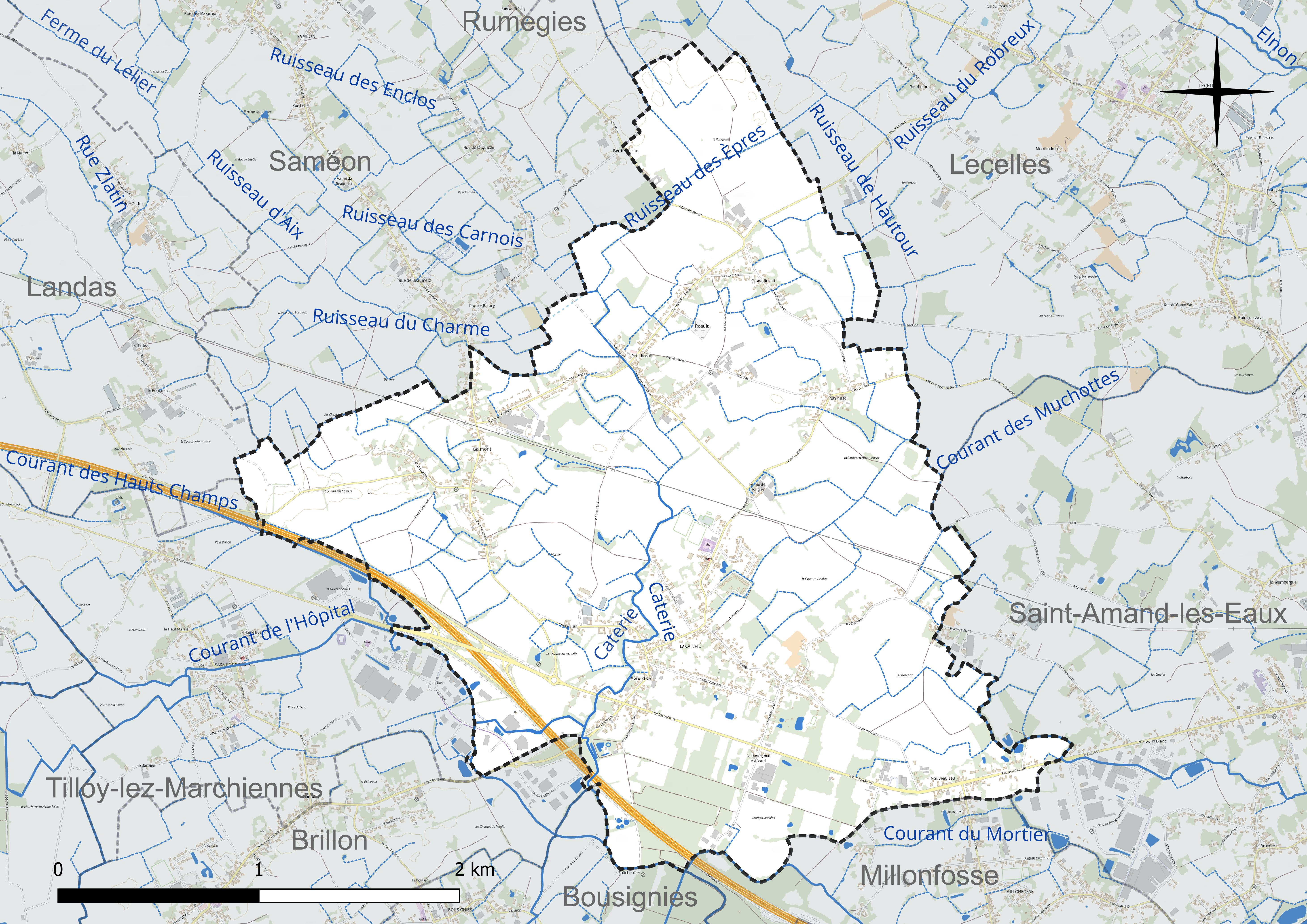
Réseau hydrographique de Rosult.

#### Gestion et qualité des eaux
Le territoire communal est couvert par le schéma d'aménagement et de gestion des eaux (SAGE) « Scarpe aval ». Ce document de planification concerne un territoire de 624 km2 de superficie, délimité par le bassin versant de la Scarpe aval, comprenant la Pévèle, la plaine de la Scarpe et le bassin minier avec l'Ostrevent. Le périmètre a été arrêté le 18 mars 1997 et le SAGE proprement dit a été approuvé le 12 mars 2009, puis révisé le 5 juillet 2021. La structure porteuse de l'élaboration et de la mise en œuvre est le parc naturel régional Scarpe-Escaut. 
La qualité des cours d'eau peut être consultée sur un site dédié géré par les agences de l'eau et l'Agence française pour la biodiversité. 

### Climat
Pour des articles plus généraux, voir Climat des Hauts-de-France et Climat du Nord.
En 2010, le climat de la commune est de type climat océanique dégradé des plaines du Centre et du Nord, selon une étude du CNRS s'appuyant sur une série de données couvrant la période 1971-2000. En 2020, Météo-France publie une typologie des climats de la France métropolitaine dans laquelle la commune est exposée à un climat océanique et est dans la région climatique  Nord-est du bassin Parisien, caractérisée par un ensoleillement médiocre, une pluviométrie moyenne régulièrement répartie au cours de l'année et un hiver froid (3 °C).
Pour la période 1971-2000, la température annuelle moyenne est de 10,6 °C, avec une amplitude thermique annuelle de 14,6 °C. Le cumul annuel moyen de précipitations est de 716 mm, avec 11,8 jours de précipitations en janvier et 9,5 jours en juillet. Pour la période 1991-2020, la température moyenne annuelle observée sur la station météorologique la plus proche, située sur la commune de Cappelle-en-Pévèle à 15 km à vol d'oiseau, est de 11,1 °C et le cumul annuel moyen de précipitations est de 736,6 mm,. Pour l'avenir, les paramètres climatiques de la commune estimés pour 2050 selon différents scénarios d'émission de gaz à effet de serre sont consultables sur un site dédié publié par Météo-France en novembre 2022.

## Urbanisme

### Typologie
Au 1er janvier 2024, Rosult est catégorisée ceinture urbaine, selon la nouvelle grille communale de densité à sept niveaux définie par l'Insee en 2022.
Elle appartient à l'unité urbaine de Saint-Amand-les-Eaux, une agglomération intra-départementale regroupant 15  communes, dont elle est une commune de la banlieue,,. Par ailleurs la commune fait partie de l'aire d'attraction de Lille (partie française), dont elle est une commune de la couronne,. Cette aire, qui regroupe 201 communes, est catégorisée dans les aires de 700 000 habitants ou plus (hors Paris),.

### Occupation des sols
L'occupation des sols de la commune, telle qu'elle ressort de la base de données européenne d'occupation biophysique des sols Corine Land Cover (CLC), est marquée par l'importance des territoires agricoles (80,4 % en 2018), en diminution par rapport à 1990 (88,1 %). La répartition détaillée en 2018 est la suivante : 
terres arables (63,9 %), zones urbanisées (16,7 %), zones agricoles hétérogènes (11,9 %), prairies (4,6 %), zones industrielles ou commerciales et réseaux de communication (2,7 %), forêts (0,2 %). L'évolution de l'occupation des sols de la commune et de ses infrastructures peut être observée sur les différentes représentations cartographiques du territoire : la carte de Cassini (XVIIIe siècle), la carte d'état-major (1820-1866) et les cartes ou photos aériennes de l'IGN pour la période actuelle (1950 à aujourd'hui).

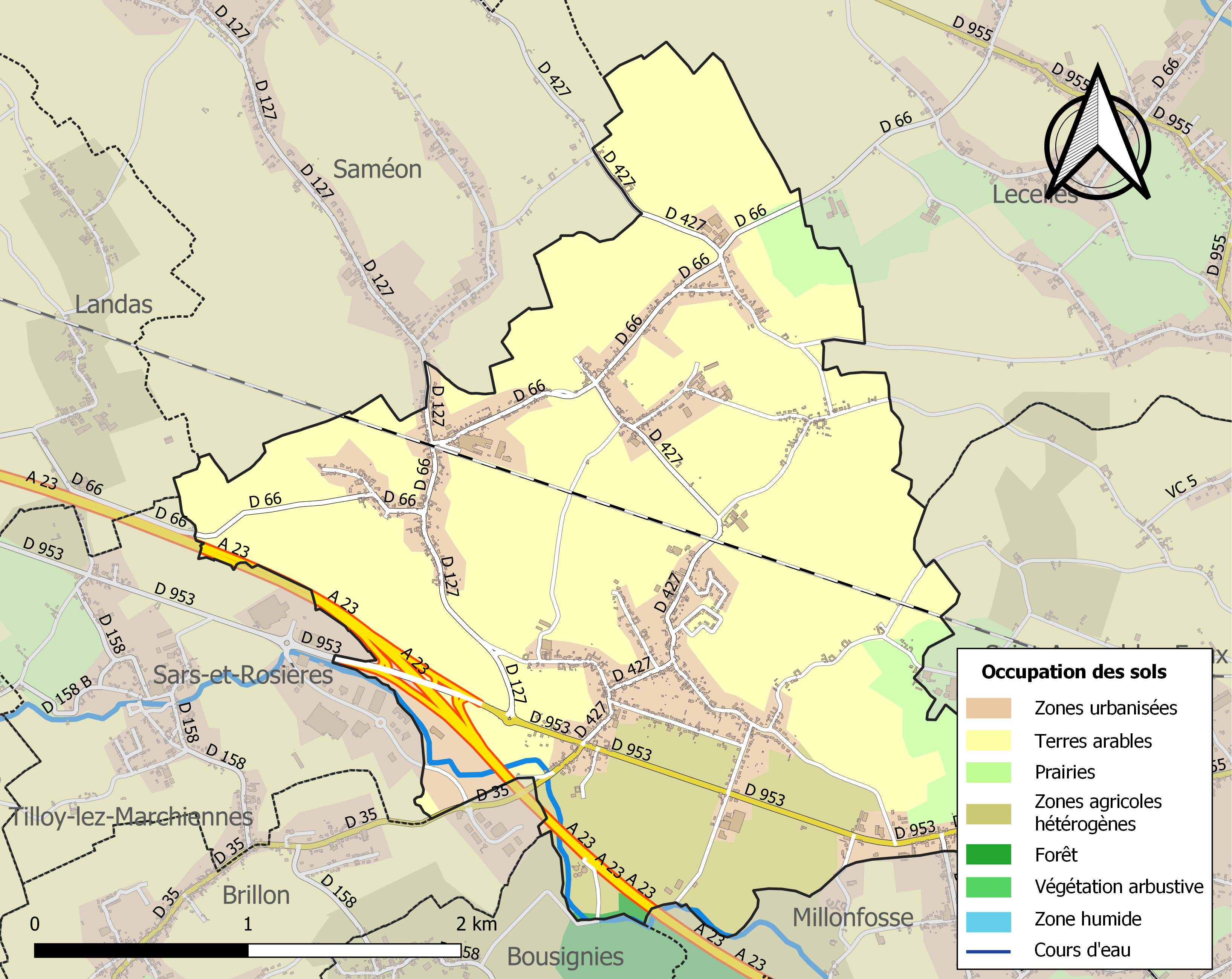
Carte des infrastructures et de l'occupation des sols de la commune en 2018 (CLC).

### Voies de communications et transports
La commune dispose d'une gare ferroviaire desservie par des trains assurant des relations entre Lille et Valenciennes. Elle est également desservie par les lignes 872 et 874 du réseau interurbain Arc-en-Ciel 2.

## Toponymie
Rosella (1096), Rosut (1111), Rosuel (1223), Rosoit (1281, 1295), Rosuth (1588).
Du bas-latin rosetum ou du germanique rausōþu, « roseaux »,.

## Héraldique
|  | Les armes de Rosult se blasonnent ainsi : « D'azur semé de fleurs de lys d'or. » |

## Politique et administration

### Liste des maires successifs
Maire en 1802-1803 : Chotteau.
Maire en 1807 : Legrand.

Maire en 1881 : Detourmignies.
| Identité                                     | Période         | Période                  | Durée                     | Étiquette   |
| Identité                                     | Début           | Fin                      | Durée                     | Étiquette   |
| -------------------------------------------- | --------------- | ------------------------ | ------------------------- | ----------- |
| Roland Revel (d),                            | juin 1995       | mars 2014                | 18 ans et 9 mois          |             |
| Alain Boeraeve (d), (né le 28 novembre 1947) | mars 2014       | janvier 2019 (démission) | 4 ans et 10 mois          |             |
| Nathalie Colin (d) (née le 26 avril 1969)    | 19 février 2019 | En cours                 | 6 ans, 5 mois et 19 jours | indépendant |

### Instances judiciaires et administratives
La commune relève du tribunal d'instance de Valenciennes, du tribunal de grande instance de Valenciennes, de la cour d'appel de Douai, du tribunal pour enfants de Valenciennes, du conseil de prud'hommes de Valenciennes, du tribunal de commerce de Valenciennes, du tribunal administratif de Lille et de la cour administrative d'appel de Douai.

## Population et société

### Démographie

#### Évolution démographique
L'évolution du nombre d'habitants est connue à travers les recensements de la population effectués dans la commune depuis 1800. Pour les communes de moins de 10 000 habitants, une enquête de recensement portant sur toute la population est réalisée tous les cinq ans, les populations de référence des années intermédiaires étant quant à elles estimées par interpolation ou extrapolation. Pour la commune, le premier recensement exhaustif entrant dans le cadre du nouveau dispositif a été réalisé en 2007.

En 2022, la commune comptait 1 997 habitants, en évolution de +4,66 % par rapport à 2016 (Nord : +0,51 %, France hors Mayotte : +2,11 %).
| 1800  | 1806  | 1821  | 1831  | 1836  | 1841  | 1846  | 1851  | 1856  |
| ----- | ----- | ----- | ----- | ----- | ----- | ----- | ----- | ----- |
| 1 133 | 1 176 | 1 279 | 1 443 | 1 488 | 1 506 | 1 477 | 1 426 | 1 360 |

| 1861  | 1866  | 1872  | 1876  | 1881  | 1886  | 1891  | 1896  | 1901  |
| ----- | ----- | ----- | ----- | ----- | ----- | ----- | ----- | ----- |
| 1 340 | 1 303 | 1 358 | 1 323 | 1 286 | 1 238 | 1 235 | 1 247 | 1 223 |

| 1906  | 1911  | 1921  | 1926  | 1931  | 1936  | 1946  | 1954  | 1962  |
| ----- | ----- | ----- | ----- | ----- | ----- | ----- | ----- | ----- |
| 1 277 | 1 218 | 1 147 | 1 109 | 1 153 | 1 100 | 1 078 | 1 105 | 1 215 |

| 1968  | 1975  | 1982  | 1990  | 1999  | 2006  | 2007  | 2012  | 2017  |
| ----- | ----- | ----- | ----- | ----- | ----- | ----- | ----- | ----- |
| 1 248 | 1 287 | 1 258 | 1 636 | 1 838 | 1 871 | 1 876 | 1 846 | 1 911 |

| 2022  | - | - | - | - | - | - | - | - |
| ----- | - | - | - | - | - | - | - | - |
| 1 997 | - | - | - | - | - | - | - | - |

#### Pyramide des âges
La population de la commune est relativement jeune.
En 2018, le taux de personnes d'un âge inférieur à 30 ans s'élève à 35,0 %, soit en dessous de la moyenne départementale (39,5 %). À l'inverse, le taux de personnes d'âge supérieur à 60 ans est de 21,2 % la même année, alors qu'il est de 22,5 % au niveau départemental.
En 2018, la commune comptait 967 hommes pour 948 femmes, soit un taux de 50,5 % d'hommes, largement supérieur au taux départemental (48,23 %).
Les pyramides des âges de la commune et du département s'établissent comme suit.
| Hommes | Classe d’âge | Femmes |
| ------ | ------------ | ------ |
| 0,3    | 90 ou +      | 0,8    |
| 4,0    | 75-89 ans    | 6,3    |
| 17,0   | 60-74 ans    | 14,0   |
| 24,3   | 45-59 ans    | 24,6   |
| 18,8   | 30-44 ans    | 19,9   |
| 16,2   | 15-29 ans    | 14,9   |
| 19,4   | 0-14 ans     | 19,4   |

| Hommes | Classe d’âge | Femmes |
| ------ | ------------ | ------ |
| 0,5    | 90 ou +      | 1,4    |
| 5,3    | 75-89 ans    | 8,1    |
| 14,8   | 60-74 ans    | 16,2   |
| 19,1   | 45-59 ans    | 18,4   |
| 19,5   | 30-44 ans    | 18,7   |
| 20,7   | 15-29 ans    | 19,1   |
| 20,2   | 0-14 ans     | 18     |

## Lieux et monuments

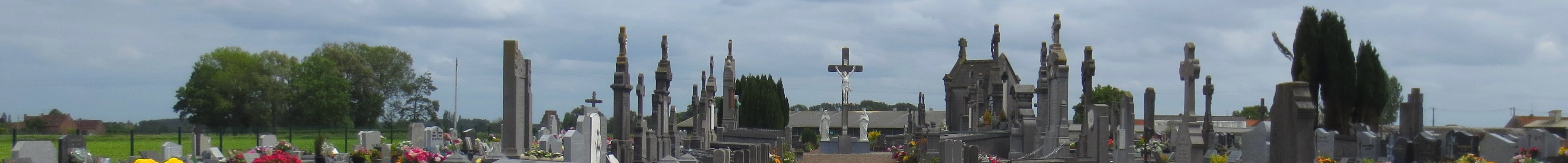
Vue panoramique de Rosult

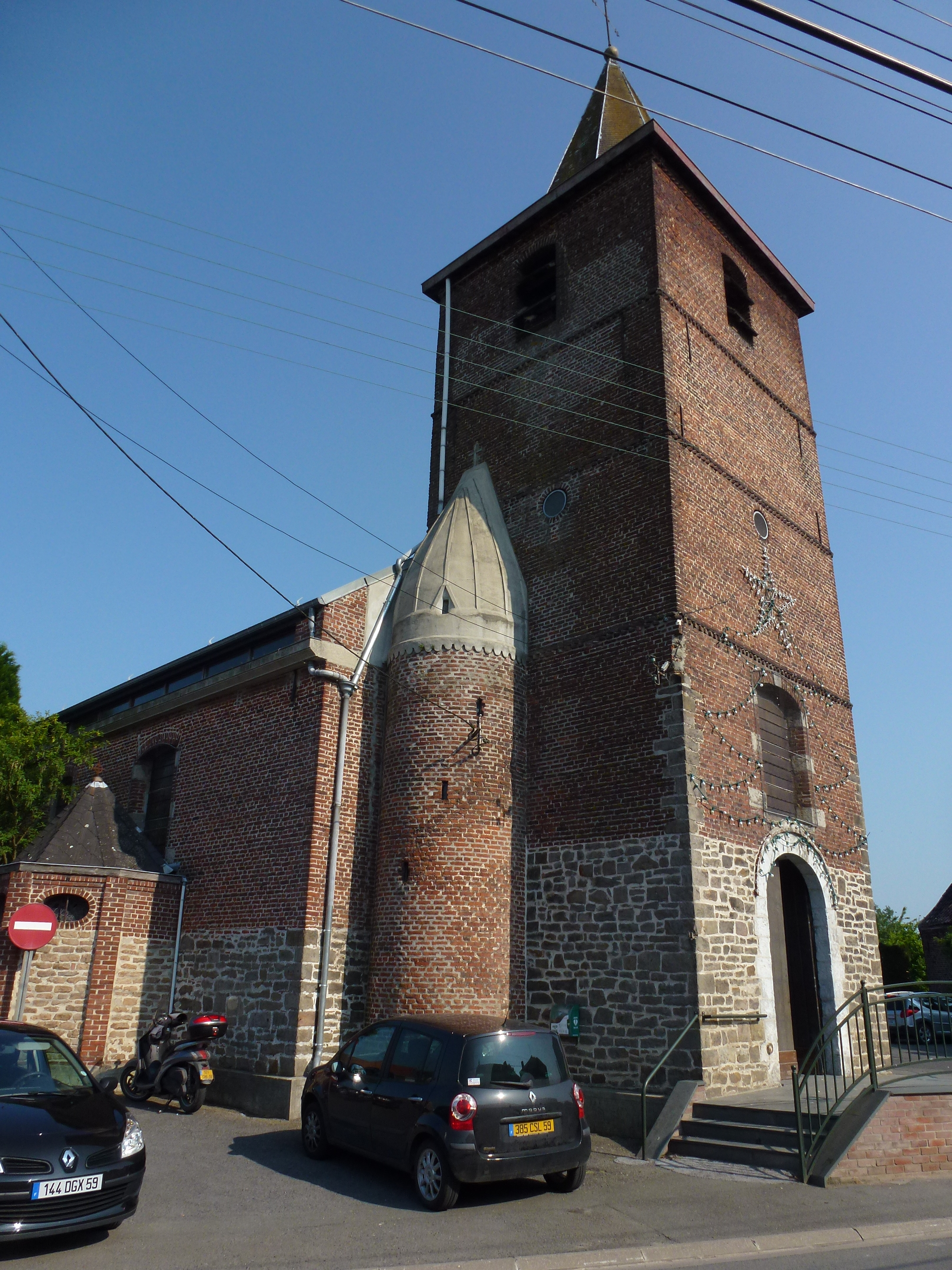
L'église
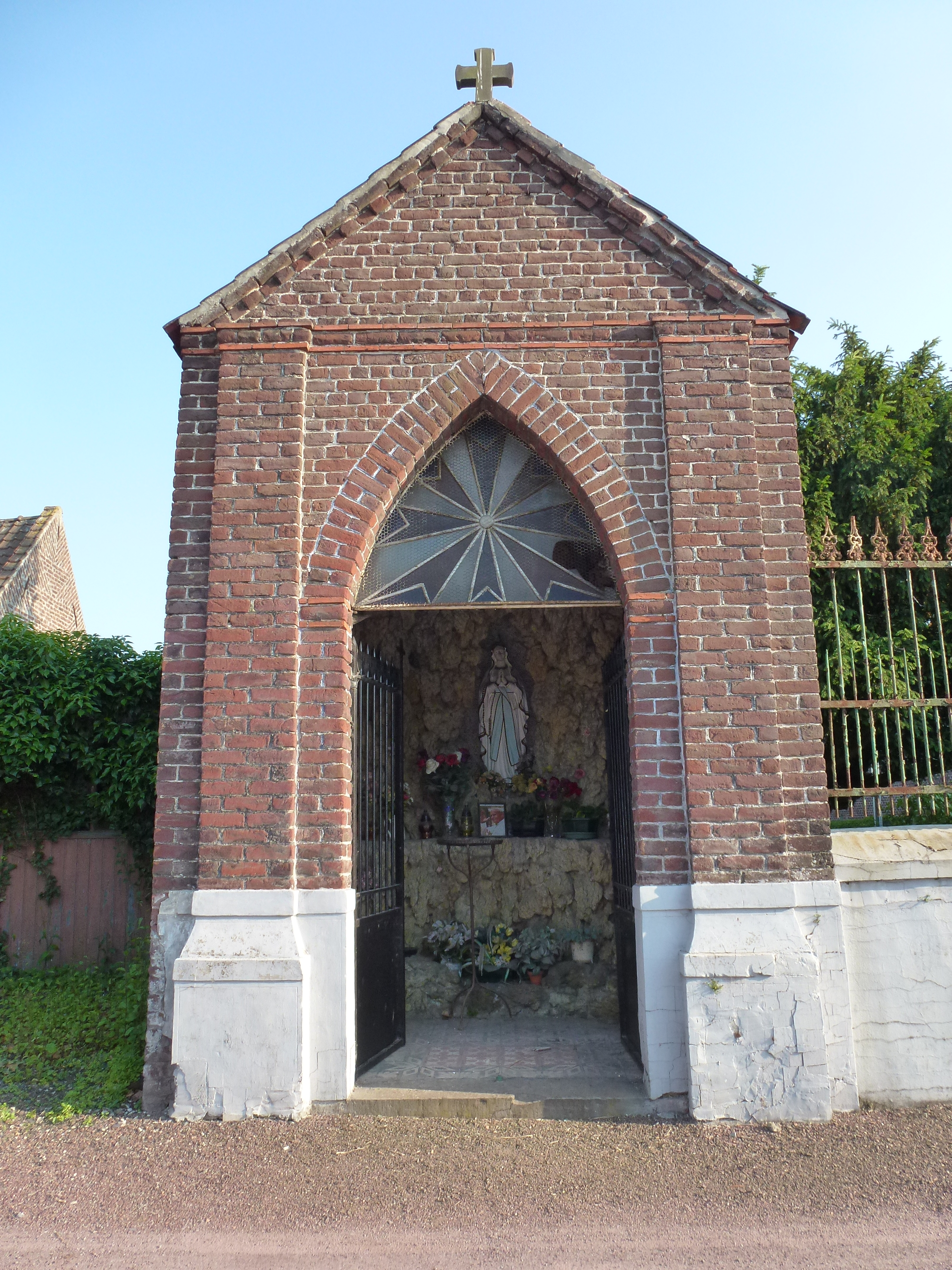
Chapelle avec grotte de Lourdes
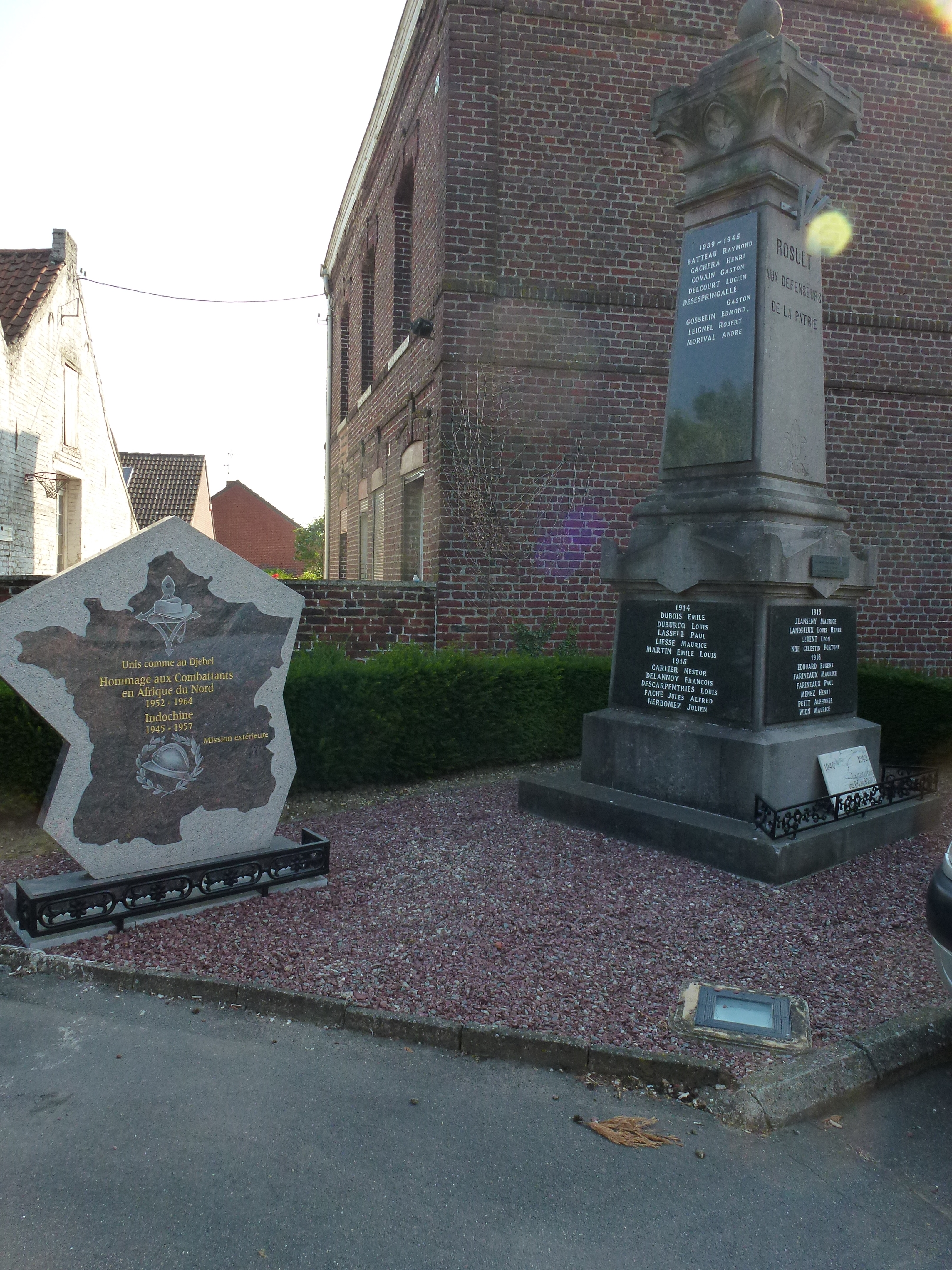
Monument aux morts
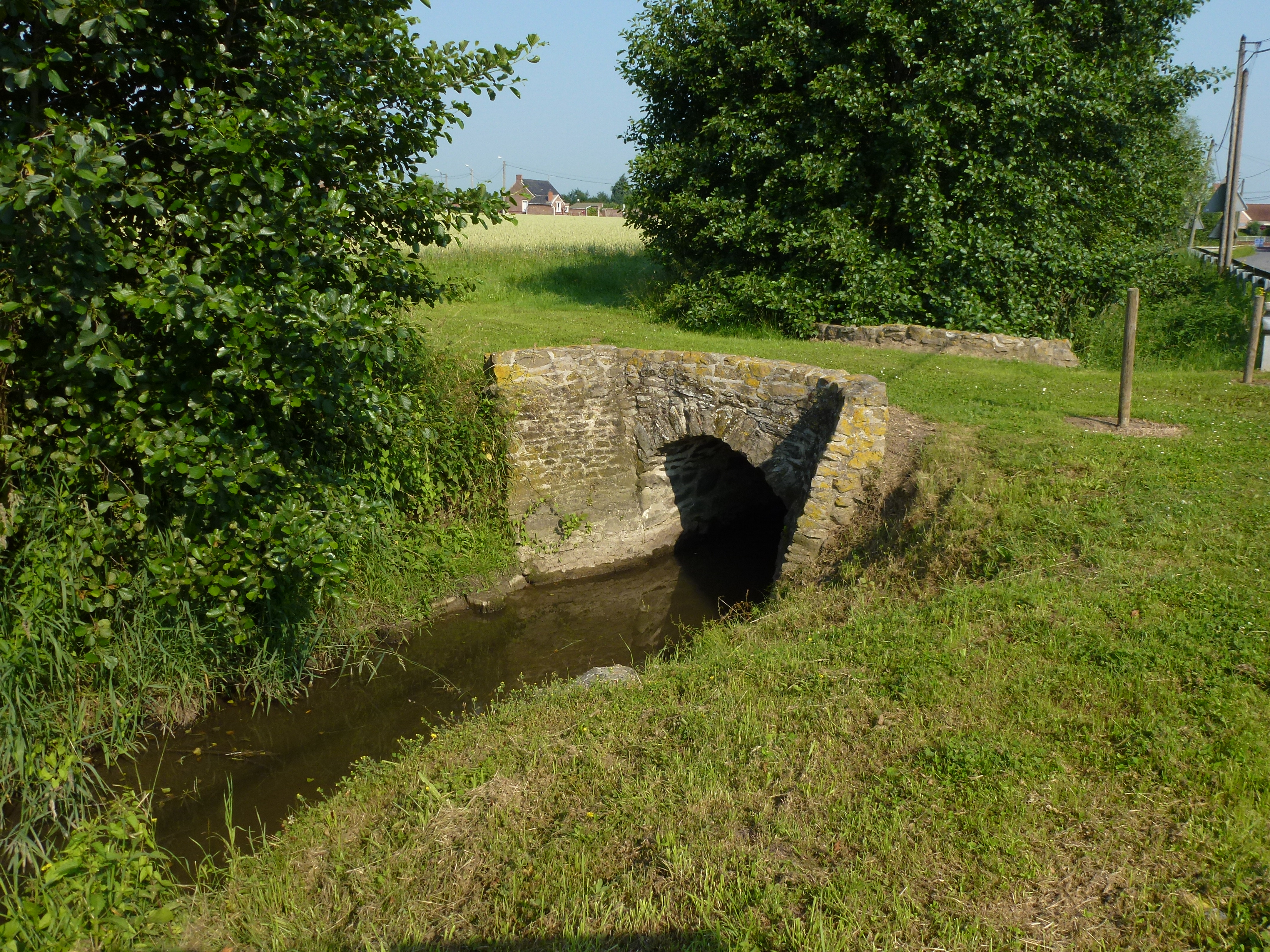
La Caterie avec Ponceau de la Caterie
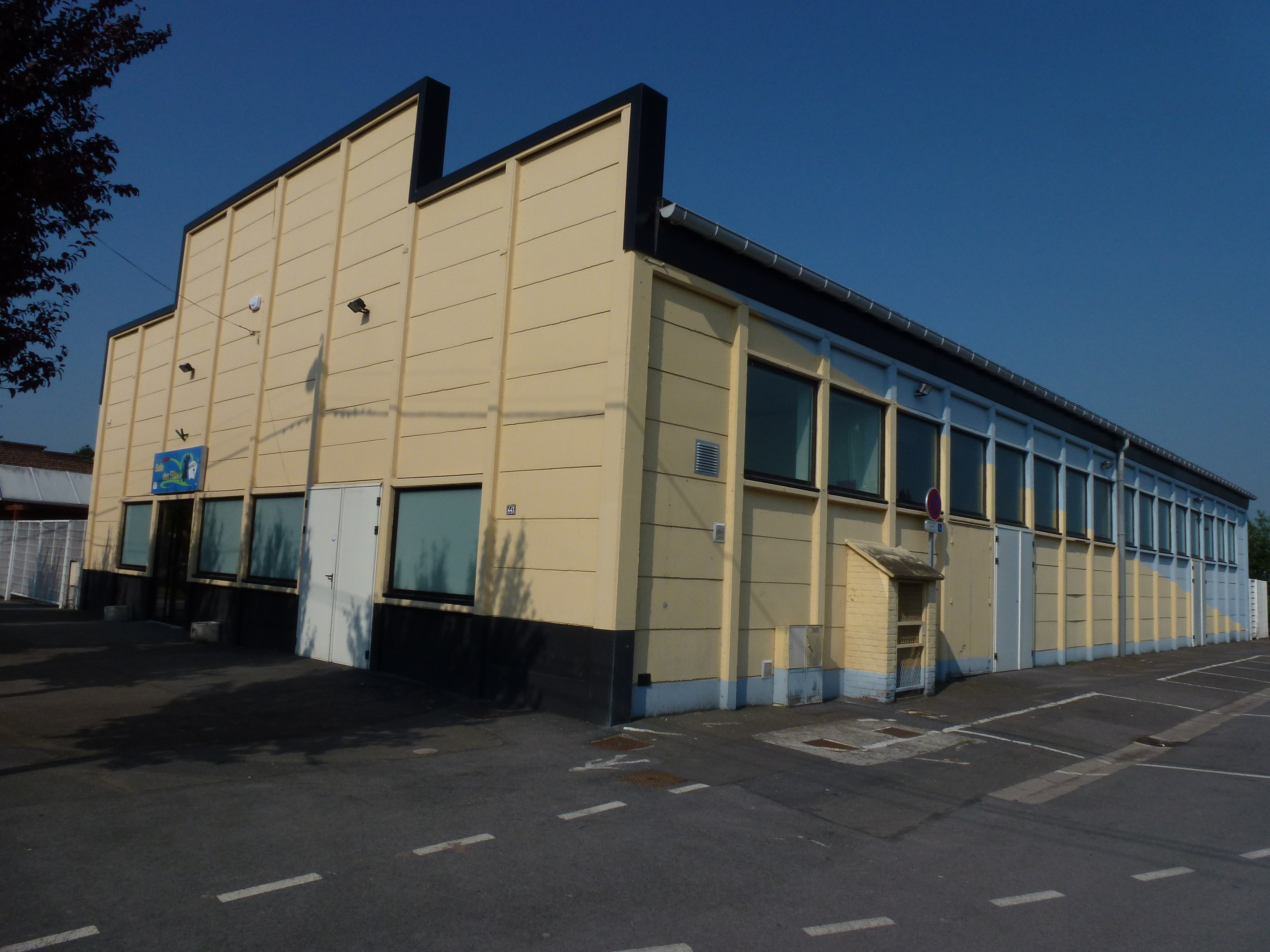
Salle des Fêtes

## Pour approfondir